# 添下郡
- 令制国一覧 > 畿内 > 大和国 > 添下郡
- 日本 > 近畿地方 > 奈良県 > 添下郡

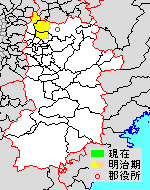
奈良県添下郡の範囲

添下郡（そえじもぐん）は、奈良県（大和国）にあった郡。

## 郡域
1880年（明治13年）に行政区画として発足した当時の郡域は、下記の区域にあたる。
- 奈良市の一部（概ね佐保台西町、佐紀町、二条大路南、北新町、三条大路一丁目、四条大路一丁目、尼辻町、南新町、五条町、六条町、西ノ京町、七条町[1]以西）
- 大和郡山市の一部（野垣内町、高田町、本庄町、杉町、番条町、伊豆七条町、筒井町、北西町、小林町、小林町西、小泉町東、小泉町より北西）
- 生駒市の一部（概ね南田原町、あすか野北、あすか野南以北）

## 歴史

### 古代
元は「曾布（そふ）」あるいは「層富（そほ）」という地名であったが、これに「添（そふ）」の字が宛てられ、2つに分けて添上郡・添下郡となった。近世は「そふのしものこおり」と呼ばれた。

#### 郷
『和名類聚抄』に記される郡内の郷。
- 村国郷
- 佐紀郷
- 矢田郷
- 鳥貝郷（止利加比）

#### 式内社
『延喜式』神名帳に記される郡内の式内社。
| 神名帳                      | 神名帳          | 神名帳 | 神名帳         | 比定社               | 比定社                       | 比定社     | 集成 |
| 社名                        | 読み            | 格     | 付記           | 社名                 | 所在地                       | 備考       | 集成 |
| --------------------------- | --------------- | ------ | -------------- | -------------------- | ---------------------------- | ---------- | ---- |
| 添下郡 10座（大4座・小6座） |                 |        |                |                      |                              |            |      |
| 矢田坐久志玉比古神社 二座   | ヤタノ-         | 並大   | 月次新嘗       | 矢田坐久志玉比古神社 | 奈良県大和郡山市矢田町字東良 |            |      |
| 添御県坐神社                | ツフノミアカタ- | 大     | 月次新嘗       | 添御県坐神社         | 奈良県奈良市歌姫町字御県山   |            |      |
| 添御県坐神社                | ツフノミアカタ- | 大     | 月次新嘗       | 添御県坐神社         | 奈良県奈良市三碓町           |            |      |
| 菅田比売神社 二座           | スカタヒメノ    | 小     | 鍬靫           | 菅田比売神社         | 奈良県大和郡山市筒井町       |            |      |
| 佐紀神社                    | サキノ          | 小     |                | （論）佐紀神社       | 奈良県奈良市佐紀町           |            |      |
| 佐紀神社                    | サキノ          | 小     | （論）佐紀神社 | 奈良県奈良市佐紀町   |                              |            |      |
| 菅原神社                    |                 | 小     |                | 菅原天満宮           | 奈良県奈良市菅原町           |            |      |
| 登彌神社                    | トミノ          | 小     |                | 登彌神社             | 奈良県奈良市石水町           |            |      |
| 菅田神社                    | スカタノ        | 小     |                | 菅田神社             | 奈良県大和郡山市八条町       |            |      |
| 伊射奈岐神社                | イザナギノ      | 大     | 月次新嘗       | 伊弉諾神社           | 奈良県生駒市上町             | 長弓寺境内 |      |
| 凡例を表示                  |                 |        |                |                      |                              |            |      |

### 近世
「旧高旧領取調帳」に記載されている明治初年時点での支配は以下の通り。●は村内に寺社領が、○は村内に寺社除地が存在。（1町66村）
| 知行         | 知行           | 村数     | 村名 |
| ------------ | -------------- | -------- | --- |
| 幕府領       | 旗本領         | 2村      | ○北田原村、○南田原村 |
| 藩領         | 郡山藩         | 1町 47村 | ○柳町村、○野垣内村、小和田村、大向村、○木島村、石堂村、城村、○興福院村、○斎音寺村、○歌姫村、○山陵村、○常福寺村、○門外村、新超昇寺村、古超昇寺村、○上村、○二名村、○三碓村、新村、○山田村、○秋篠村、●○五条村、九条村、○観音寺村、○高田村、天井村、○新木村、本庄村、○番条村、伊豆七条村、杉村、豊浦村、○七条村、○六条村、○宝来村、横領村、○超昇寺村、疋田村、南新村、北新村、中村、○押熊村、○鹿畑村、○高山村、外川村、○矢田村、○中山村、郡山町 |
| 藩領         | 大和小泉藩     | 7村      | 小南村、小林村、西村、田中村、○筒井村、○万願寺村、池之内村 |
| 藩領         | 郡山藩・小泉藩 | 1村      | ○小泉村 |
| 幕府領・藩領 | 旗本領・郡山藩 | 2村      | ○平松村、丹後庄村 |
| その他       | 寺社領         | 7村      | ○野神村、西大寺村、青野村、○菅原村、○砂村、○芝村、○脇寺村 |

### 近代
- 慶応4年
  - 5月21日（1868年7月10日） - 寺社領・旗本領が奈良府の管轄となる（一部を除く）。
  - 7月29日（1868年9月15日） - 奈良府が改称して奈良県（第1次）となる。
- 明治4年
  - 7月14日（1871年8月29日） - 廃藩置県により、藩領が郡山県、小泉県の管轄となる。
  - 11月22日（1872年1月2日） - 第2次府県統合により、全域が奈良県の管轄となる。
- 明治初年 - 城村が分割されて西城村・東城村となる。（1町67村）
- 明治8年（1875年）（1町67村）
  - 小南村の一部が分立して南井村となる。
  - 田中村の一部が分立して西田中村となる。
  - 野神村・芝村が西大寺村に合併。
- 明治9年（1876年）（1町61村）
  - 4月18日 - 第2次府県統合により堺県の管轄となる。
  - 旧・郡山城三の丸および城南部の旧武家敷地より南郡山村が、郡山城内および城北の旧武家敷地より北郡山村がそれぞれ起立。
  - 小和田村・大向村が合併して大和田村となる。
  - 木島村・石堂村が合併して石木村となる。
  - 西城村・東城村が合併して城村となる。
  - 常福寺村・門外村・新超昇寺村・古超昇寺村・超昇寺村が合併して佐紀村となる。
  - このころ脇寺村が中村に合併。
- 明治13年（1880年）4月15日 - 郡区町村編制法の堺県での施行により、行政区画としての添下郡が発足。添上郡奈良町に「奈良郡役所」が設置され、同郡および山辺郡・広瀬郡・平群郡とともに管轄したが、まもなく「添上添下山辺広瀬平群郡役所」に改称。
- 明治14年（1881年）2月7日 - 大阪府の管轄となる。
- 明治17年（1884年） - 九条村が郡山町の一部（何和町・平野町）を合併。
- 明治20年（1887年）11月4日 - 奈良県（第2次）の管轄となる。
- 明治21年（1888年） - 興福院村・斎音寺村が合併して尼辻村となる。（1町60村）

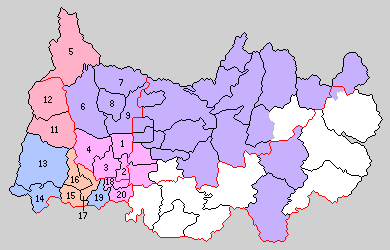
1.郡山町 2.筒井村 3.片桐村 4.矢田村 5.北倭村 6.富雄村 7.平城村 8.伏見村 9.都跡村（紫：奈良市 桃：大和郡山市 赤：生駒市 11 - 20は平群郡）

- 明治22年（1889年）4月1日 - 町村制の施行により、以下の町村が発足。（1町8村）
  - 郡山町 ← 郡山町[12]、観音寺村、野垣内村、柳町村、高田村、南郡山村、新木村、北郡山村、九条村（現・大和郡山市）
  - 筒井村 ← 本庄村、天井村、筒井村、丹後庄村、杉村（現・大和郡山市）　
  - 片桐村 ← 小泉村、西田中村、万願寺村、池之内村、田中村、小南村、小林村、西村、南井村、豊浦村（現・大和郡山市）
  - 矢田村 ← 矢田村、城村、外川村、山田村、新村（現・大和郡山市）
  - 北倭村 ← 高山村、鹿畑村、上村、南田原村、北田原村（現・生駒市）
  - 富雄村 ← 二名村、三碓村、中村、大和田村、石木村（現・奈良市）
  - 平城村 ← 押熊村、中山村、歌姫村、山陵村、秋篠村（現・奈良市）
  - 伏見村 ← 西大寺村、青野村、宝来村、疋田村、平松村、菅原村（現・奈良市）
  - 都跡村 ← 佐紀村、尼辻村、北新村、横領村、南新村、五条村、六条村、砂村、七条村（現・奈良市）
  - 番条村・伊豆七条村が添上郡治道村の一部となる。
- 明治30年（1897年）4月1日 - 郡制の施行のため、添下郡・平群郡の区域をもって生駒郡が発足。同日添下郡廃止。

## 行政
奈良郡長→堺県添上・添下・山辺・広瀬・平群郡長
| 代 | 氏名 | 就任年月日                | 退任年月日               | 備考         |
| -- | ---- | ------------------------- | ------------------------ | ------------ |
| 1  |      | 明治13年（1880年）4月15日 |                          |              |
|    |      |                           | 明治14年（1881年）2月6日 | 大阪府に移管 |

大阪府添上・添下・山辺・広瀬・平群郡長
| 代 | 氏名 | 就任年月日               | 退任年月日                | 備考         |
| -- | ---- | ------------------------ | ------------------------- | ------------ |
| 1  |      | 明治14年（1881年）2月7日 |                           |              |
|    |      |                          | 明治20年（1887年）11月3日 | 奈良県へ移管 |

奈良県添上・添下・山辺・広瀬・平群郡長
| 代 | 氏名 | 就任年月日                | 退任年月日                | 備考                           |
| -- | ---- | ------------------------- | ------------------------- | ------------------------------ |
| 1  |      | 明治20年（1887年）11月4日 |                           |                                |
|    |      |                           | 明治30年（1897年）3月31日 | 平群郡との合併により添下郡廃止 |